# Arrondissement de Bonneville
L'arrondissement de Bonneville est une division administrative française, située dans le département de la Haute-Savoie et la région Auvergne-Rhône-Alpes.

## Composition

### Composition avant 2015
Composition de l'arrondissement :
- Canton de Bonneville
- Canton de Cluses
- Canton de La Roche-sur-Foron
- Canton du Mont-Blanc
- Canton de Saint-Jeoire-en-Faucigny
- Canton de Sallanches
- Canton de Samoëns
- Canton de Scionzier
- Canton de Taninges

### Découpage communal depuis 2015
Depuis 2015, le nombre de communes des arrondissements varie chaque année soit du fait du redécoupage cantonal de 2014 qui a conduit à l'ajustement de périmètres de certains arrondissements, soit à la suite de la création de communes nouvelles. Le nombre de communes de l'arrondissement de Bonneville est ainsi de 61 en 2015 et 60 en 2019.
Le 2 juin 2023 par arrêté préfectoral, les communes des Gets et de La Côte-d'Arbroz sont rattachées à l'arrondissement de Thonon-les-Bains, tandis que la commune de Fillinges auparavant rattachée à l'arrondissement de Saint-Julien-en-Genevois est annexée à l'arrondissement de Bonneville. Le nombre de communes passe de 60 à 59.
Au 1er janvier 2024, l'arrondissement groupe les 59 communes suivantes :
1. Amancy
2. Arâches-la-Frasse
3. Arenthon
4. Ayse
5. Bonneville
6. Brizon
7. Chamonix-Mont-Blanc
8. La Chapelle-Rambaud
9. Châtillon-sur-Cluses
10. Cluses
11. Combloux
12. Les Contamines-Montjoie
13. Contamine-sur-Arve
14. Cordon
15. Cornier
16. Demi-Quartier
17. Domancy
18. Etaux
19. Faucigny
20. Fillinges
21. Glières-Val-de-Borne
22. Les Houches
23. Magland
24. Marcellaz
25. Marignier
26. Marnaz
27. Megève
28. Mégevette
29. Mieussy
30. Mont-Saxonnex
31. Morillon
32. Nancy-sur-Cluses
33. Onnion
34. Passy
35. Peillonnex
36. Praz-sur-Arly
37. Le Reposoir
38. La Rivière-Enverse
39. La Roche-sur-Foron
40. Saint-Gervais-les-Bains
41. Saint-Jean-de-Tholome
42. Saint-Jeoire
43. Saint-Laurent
44. Saint-Pierre-en-Faucigny
45. Saint-Sigismond
46. Saint-Sixt
47. Sallanches
48. Samoëns
49. Scionzier
50. Servoz
51. Sixt-Fer-à-Cheval
52. Taninges
53. Thyez
54. La Tour
55. Vallorcine
56. Verchaix
57. Ville-en-Sallaz
58. Viuz-en-Sallaz
59. Vougy

## Démographie
En 2022, l'arrondissement comptait 195 821 habitants.
| 1968    | 1975    | 1982    | 1990    | 1999    | 2006    | 2011    | 2016    | 2021    |
| ------- | ------- | ------- | ------- | ------- | ------- | ------- | ------- | ------- |
| 102 930 | 115 321 | 126 511 | 143 737 | 161 410 | 173 495 | 180 130 | 186 945 | 194 428 |

| 2022    | - | - | - | - | - | - | - | - |
| ------- | - | - | - | - | - | - | - | - |
| 195 821 | - | - | - | - | - | - | - | - |